# サントリーロジスティクス
サントリーロジスティクス株式会社（英: SUNTORY LOGISTICS Ltd.）は、大阪府大阪市北区に本社を置く、サントリーグループの物流会社である。

## 概要
主にサントリーグループの物流業務・マネジメント業務を担っているが、近年はグループ外荷主への一般貨物事業の強化へ取り組んでいる。また、異業種との共同輸送にも取り組んでおり、2021年には衛生用品大手ユニ・チャームとの鉄道コンテナ共同利用を発表した。

## 沿革
- 1960年（昭和35年）5月26日 - 陸上貨物運送業務を目的とし、近畿運輸株式会社を大阪府池田市室町八番町にて設立
- 1986年（昭和61年）- 本社を大阪府東大阪市に移転
- 1988年（昭和63年）- 東京営業所開設、東部地区への業容拡大
- 1998年（平成10年）4月1日 - サントリーロジスティクス株式会社に社名変更
- 2000年（平成12年）- 沖縄営業所開設し海邦物流の株式を100％取得
- 2001年（平成13年）- 本社を大阪市内に移転

## 事業所
| - 本社 - 大阪府大阪市 - 東京支社 - 東京都港区 - 仙台支店 - 宮城県仙台市 - 宇都宮支店 - 栃木県宇都宮市 - 東海支店 - 愛知県丹羽郡大口町 - 大阪支店 - 大阪府大阪市 - 沖縄支店 - 沖縄県那覇市 | - 岡本事業所 - 栃木県宇都宮市 - 草加事業所 - 埼玉県草加市 - 甲府事業所 - 山梨県中巨摩郡昭和町 - 飯田事業所 - 長野県飯田市 - 知多事業所 - 愛知県知多市 - 山崎事業所 - 大阪府三島郡島本町 |

## 関係会社
- 海邦物流 - 沖縄県那覇市